# Lettische Energiewirtschaft
Die lettische Energiewirtschaft ist durch die geografische Nähe zu Russland und der Zeit innerhalb der Sowjetunion geprägt. In den letzten Jahren entwickelt sich diese aber mehr zu den europäischen Standards durch den Beitritt Lettlands zur Europäischen Union. Ein vergleichsweise großer Teil des Energieverbrauchs wird aus regenerativen Quellen gedeckt und es gibt einige politische und gesellschaftliche Bestrebungen, die Energiewende zu vollziehen und die Energiewirtschaft zu dekarbonisieren.

## Allgemeines
Traditionell ist Holz der wichtigste Energieträger in Lettland und 50 % des Landes sind bewaldet. 2011 lag die erzeugte Primärenergie aus Biomasse bei 46,94 PJ und Holz alleine macht 26,4 % am Endenergieverbrauch aus. Natürliche Vorkommen von Kohle, Erdöl und Erdgas sind nicht vorhanden, die Stoffe müssen importiert werden. Insbesondere im Westen des Landes gibt es ein hohes Nutzungspotential für Windenergie. Auch Wasserkraft ist in hohem Maße nutzbar. Solarenergie spielt aufgrund der nördlichen Lage nur eine untergeordnete Rolle und ist nicht rentabel.

## Strommarkt

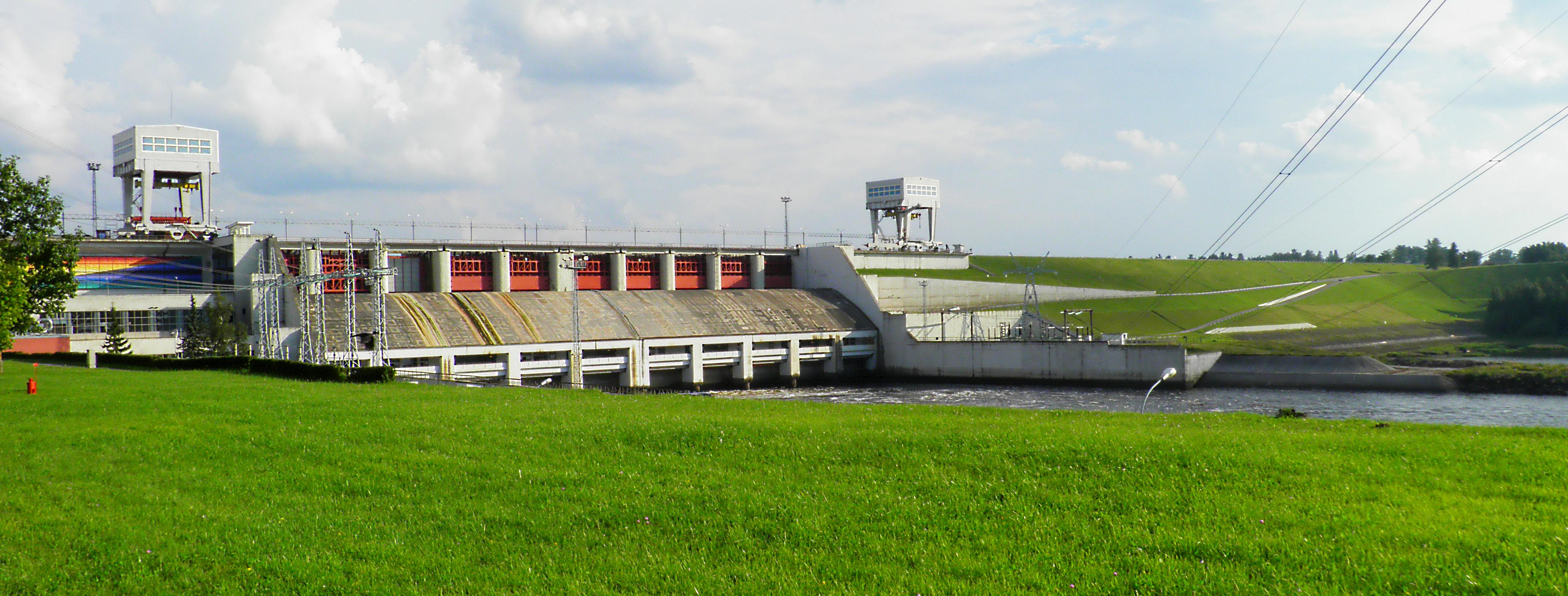
Das Wasserkraftwerk Plavinas ist das größte Kraftwerk in Lettland

41,1 % des Stroms wird aus Erdgas und 39,4 % aus Wasserkraft gewonnen. Außerdem ist Lettland aufgrund der Ressourcenarmut stark von Stromimporten abhängig. Drei große Wasserkraftwerke entlang der Düna sind in Plavinas (884 MW), Riga (402 MW) und Kegums (264 MW). Außerdem gibt es zwei GuD-Kraftwerke (TEC-1 und TEC-2) mit einer kombinierten Leistung von 850 MW. Größter Energieversorger ist Latvenergo, der für 90 % der lettischen Stromversorgung sowie für 72 % der Stromerzeugung verantwortlich ist. Das Stromübertragungsnetz besteht aus 1260 km 330 kV-Leitungen und 4000 km 110 kV-Leitungen. Die ehemalige Tochterfirma der Latvenergo Augstsprieguma tikls AS betreibt das Übertragungsnetz. Das lettische Stromnetz ist seit der Unabhängigkeit von der Sowjetunion synchron mit dem russischen Stromnetz gekoppelt und bildet mit den anderen baltischen Staaten das Verbundnetz RG Baltic. Bis zum Jahr 2025 soll das Netz aber an das kontinentaleuropäische Netz angebunden werden. Neue Stromleitungen aus Polen (LitPol Link), Schweden (NordBalt) und Finnland (Estlink 1 und 2) sollen so den Austausch elektrischer Energie zwischen dem Baltikum und Europa ermöglichen.

## Andere Energieträger

### Erdgas
Das gesamte benötigte Erdgas wurde vor dem Russischen Überfall auf die Ukraine 2022 aus Russland importiert. Seit Beginn des Krieges hat Lettland seine Erdgaslieferanten diversifiziert und verzichtet seit dem 1. Januar 2023 auf den Import von Erdgas aus Russland. Es sind Pipeline-Verbindungen nach Estland, Russland und Litauen vorhanden, jedoch nicht in den außerbaltischen EU-Raum. Erdgas wird primär zur Stromerzeugung und zur Erzeugung von Fernwärme verwendet. Insbesondere im Ballungsraum Riga wird viel mit Fernwärme und damit auch mit Erdgas geheizt. Die lettischen Gasspeicherkapazitäten belaufen sich auf 58 Mrd. m³ und sind auf elf Gasspeicher aufgeteilt.

### Erdöl
Da Lettland keine Erdölraffinerien besitzt, importiert es alle Ölressourcen in aufbereiteter Form. Über den Hafen Ventspils an der Ostsee war Lettland lange Zeit ein wichtiges Transitland für russische Ölexporte. Größter Abnehmer von Ölprodukten ist der Transportsektor mit einem Anteil von 75 %.

## Energiepolitik

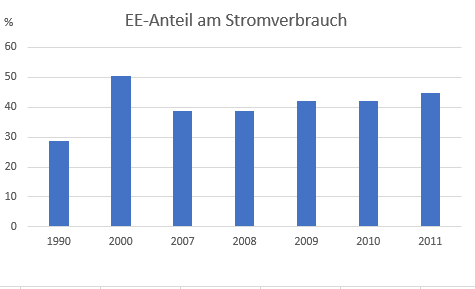
EE-Anteil am lettischen Stromverbrauch

Gestaltet wird die lettische Energiepolitik von dem Innenministerium Latvijas Republikas Ekonomikas ministrija, der Regulierungsbehörde Sabiedrisko pakalpojumu regulesanas komisija und der Energieagentur Rigas energetikas agentura. Außerdem spielt die Gesetzgebung der EU eine wichtige Rolle. Ziele der Energiepolitik sind das Erreichen erhöhter energiepolitischer Unabhängigkeit, der Ausbau erneuerbarer Energien und die effiziente Nutzung von Energie. Dafür werden Erneuerbare Energien mit einem Einspeisetarif gefördert, welcher per Bewerbungsmodell verteilt wird, solange gewisse Quoten im jeweiligen Energiesektor erreicht sind. Große Wasserkraftwerke sind allerdings von dieser Förderung ausgeschlossen. Der Zubau an erneuerbaren, volatilen Erzeugungsanlagen stellt eine Herausforderung für die vorhandenen Netze dar. Diese können Lastspitzen zuverlässig in den Osten des Landes übertragen und ein Ausbau wird als sehr teuer bewertet.
In Lettland wurde zwei Kosten-Nutzen-Analysen zum Smart-Meter-Rollout durchgeführt und die neuere der beiden Analysen kommt zu einem wirtschaftlich positiven Ergebnis. Der Rollout begann in 2014 und soll bis Ende 2022 abgeschlossen sein. In 2018 waren 36,3 % der Haushalte mit einem intelligenten Zähler ausgestattet. Die Messwerte werden auf Tagesbasis übertragen. Damit entsprechen die Zähler nicht dem Standard der EU, welcher eine Übertragung der Daten alle 15 Minuten fordert.